# Europiella nigricornis
Europiella nigricornis är en insektsart som beskrevs av Knight 1968. Europiella nigricornis ingår i släktet Europiella och familjen ängsskinnbaggar. Inga underarter finns listade i Catalogue of Life.